# Løgumkloster
Løgumkloster – miasto w Danii, w regionie Dania Południowa, w gminie Tønder.